# Sokolski stadion u Maksimiru
Sokolski stadion u Maksimiru u Zagrebu bio je smješten na jugoistočnom dijelu Maksimirske ceste i Ulice Svetice. Izgrađen je 1934. godine povodom 60. obljetnice osnutka Hrvatskog sokola. Osim sokolskih sletova na stadionu je igrao nogometni klub HAŠK.

## Igralište
Veliko sokolsko sletište izgrađeno je na 120.000 m². Oko sletišta bile su izgrađene deset metara visoke drvene tribine za 50.000 gledatelja. Ulazna zgrada sa svečanim ložama bila je zidana i jedina do sada sačuvana i uklopljena u današnji Športsko rekreacijski centar Svetice. Drvene tribine izgorjele su 1941. godine.

## Značajnije športske priredbe
- 1934.: Sokolski slet
- 1938.: 3. srpnja, nogometna utakmica Srednjeuropskog kupa: HAŠK – SK Kladno 2:1
- 1938.: 24. srpnja, prva međunarodna utakmica nogometašica u Hrvatskoj i tadašnjoj Kraljevini Jugoslaviji: Zagreb – Brno 1:0 (12.000 gledatelja)